# 정읍 무성리 삼층석탑
정읍 무성리 삼층석탑(井邑 武城里 三層石塔)은 대한민국 전북특별자치도 정읍시 칠보면 무성리에 있는 고려시대의 삼층석탑이다. 1998년 1월 9일 전라북도의 유형문화재 제158호로 지정되었다.

## 개요
무성리 마을의 논 가운데 자리하고 있는 탑으로, 높게 마련된 축대 위에 서 있다.
바닥돌 위로 1층 기단(基壇)과 3층의 탑신(塔身)을 올려놓은 모습으로, 탑신의 1층 몸돌이 지나치게 크다. 기단과 탑신의 각 몸돌은 모서리마다 기둥모양을 본떠 새겼다. 지붕돌은 밑면에 3단씩의 받침을 두었으며, 윗면에는 느린 경사가 흐르고 있다. 얇아 보이는 지붕처마는 수평을 이루다가 양 끝에서 살짝 위로 들려 있다. 꼭대기에는 노반(露盤:머리장식받침), 앙화(仰花:활짝 핀 연꽃모양 장식), 보주(寶珠:구슬모양 장식)가 남아 머리장식을 하고 있다.
전체적으로 너비에 비하여 길쭉해 보이며, 기단보다 높은 탑신의 1층 몸돌 탓에 더욱 그러한 느낌이 들고 있다. 1층으로 줄어든 기단, 3단의 지붕돌 받침, 형식적인 기둥조각 등으로 보아 고려시대에 세운 것으로 추정되며, 이 곳이 옛 백제지역이었던 만큼, 지붕돌의 곡선에서 백제탑의 양식이 살짝 보이고 있어 지역적인 특성을 담고 있다.

## 참고 자료
- 정읍 무성리 삼층석탑 - 국가유산청 국가유산포털